# Ochthebius jengi
Ochthebius jengi är en skalbaggsart som beskrevs av Manfred A. Jäch 1998. Ochthebius jengi ingår i släktet Ochthebius och familjen vattenbrynsbaggar. Inga underarter finns listade i Catalogue of Life.